# Someone like You (New Order)
Someone like You è una canzone del gruppo rock-synthpop britannico New Order, estratta come terzo singolo dall'album Get Ready e pubblicata nel dicembre del 2001. È insolita nel catalogo retrospettivo della band poiché è stata realizzata principalmente solo in versione remix (di artisti quali Futureshock, Gabriel & Dresden, James Holden e Funk D'void.) per i DJ dei club. Nel 2003 venne utilizzata dal regista Bam Margera per il suo film Haggard: The Movie. 

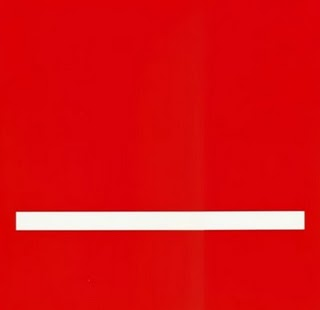
Copertina dell'edizione statunitense

## Tracce
Testi e musiche di Gillian Gilbert, Peter Hook, Stephen Morris e Bernard Sumner

### 2x12": NUOX10 (UK & Europa)
1. Someone like You (Futureshock Vocal Remix) – 8:04
2. Someone like You (Gabriel & Dresden 911 Vocal Mix) – 11:13
3. Someone like You (Futureshock Stripdown Mix) – 7:49
4. Someone like You (Gabriel & Dresden Voco-Tech Dub) – 11:00

### 12": NUOXX10 (UK & Europe)
1. Someone like You (James Holden Heavy Dub) – 9:59
2. Someone like You (Funk D'void Remix) – 9:57

### 2x12": PRO-A-100804 (USA)
1. Someone like You (Futureshock Vox Remix) – 8:04
2. Someone like You (Funk D'void Remix) – 9:56
3. Someone like You (Gabriel & Dresden 911 Vocal Mix) – 11:13
4. Someone like You (James Holden Heavy Dub Edit) – 6:43
5. Someone like You (Futureshock Strip Down Mix) – 7:49
6. Someone like You (Gabriel & Dresden Voco-Tech Dub) – 11:10

## Classifiche
| Classifica (2001)   | Posizione |
| ------------------- | --------- |
| Stati Uniti (dance) | 34        |